# Hôtel Thoron de la Robine
L'hôtel Thoron de la Robine est un hôtel situé à Digne-les-Bains, en France.

## Localisation
L'hôtel est situé sur la commune de Digne-les-Bains, dans le département français des Alpes-de-Haute-Provence.

## Historique
L'édifice est classé au titre des monuments historiques en 1982.